# أبو الفضل القنطري
أبو الفضل العبَّاس بن الحُسين القَنْطَري (توفي 240هـ / 854 أو 855م) هو مُحدِّث ثقة من بغداد، نُسب إلى قنطرة بَرْدان. يُعد من شيوخ الإمام البخاري الذين روى عنهم في صحيحه. نشأ العباس بن الحُسين القنطريُّ في قنطرة بردان، من بغداد. يُعد القنطري من المحدثين الثقات. ذكره أحمد بن حنبل بخير عندما سأله ابنه عبد الله عنه.

## روايته للحديث
- شيوخه: سمع من:[1]
  - مبشر بن إسماعيل الحلبي
  - يحيى بن آدم
  - سعيد بن مسلمة الأموي
- تلاميذه: روى عنه:[1]
  - البخاري (في صحيحه)
  - الحسن بن علي المعمري
  - عبد الله بن أحمد بن حنبل
  - موسى بن هارون البزاز

ومن الأحاديث التي رواها ما حدَّث به عن سعيد بن مسلمة، عن إسماعيل بن أمية، عن نافع، عن ابن عمر، قال: دخل النبي محمد ﷺ المسجد وأبو بكر عن يمينه، وعمر عن يساره، فقال: «هكذا نُبعث يوم القيامة».

## وفاته
توفي أبو الفضل العباس بن الحسين القنطري سنة 240هـ / 854 أو 855م، حسب ابن مندة.

### فهرس المنشورات
1. 1 2 3 4 5 6  البغدادي (2001)، ج. 14، ص. 20.

### معلومات المنشورات كاملة
الكتب مرتبة حسب تاريخ النشر
- الخطيب البغدادي (2001)، تاريخ بغداد، تحقيق: بشار عواد معروف (ط. 1)، بيروت: دار الغرب الإسلامي، OCLC:49659164، QID:Q114815356